# Jewel Tower
La Jewel Tower (in italiano: "Torre dei gioielli") è un elemento sopravvissuto dell'antico palazzo di Westminster risalente al XIV secolo, situata Londra, in Inghilterra. Venne costruita tra il 1365 e il 1366, sotto la direzione di William di Sleaford e Henry de Yevele, come luogo per accogliere il tesoro personale di Edoardo III d'Inghilterra. La torre originale disponeva di tre piani con bastioni ed era realizzata in pietra, protetta da un fossato collegato col Tamigi. Il piano terra aveva delle volte scolpite descritte dallo storico Jeremy Ashbee come "un capolavoro dell'architettura inglese dell'epoca". La torre continuò ad essere utilizzata per lo scopo per il quale era stata costruita sino al 1512, quando un rovinoso incendio convinse re Enrico VIII d'Inghilterra a spostare la propria corte al vicino Palazzo di Whitehall.
Alla fine del XVI secolo la Camera dei lord iniziò ad utilizzare la torre come proprio archivio e, a partire dal 1621, essa venne completamente ristrutturata e tale rimase sino al XVIII secolo quando venne ulteriormente restaurata per renderla ignifuga e migliorarne il comfort, dandole l'aspetto attuale. Fu una delle quattro costruzioni a sopravvivere all'incendio del parlamento del 1834, dopo il quale i registri del parlamento vennero trasferiti nella Victoria Tower, appositamente costruita per tale scopo ed oggi parte del neogotico palazzo di Westminster.
Nel 1869 laJewel Tower venne affidata allo Standard Weights and Measures Department da poco costituito e venne utilizzata come luogo ideale per conservare e testare i pesi e le misure ufficiali. Il crescente livello di traffico veicolare nei pressi della torre la rese progressivamente inadatta per tale compito e nel 1938 il dipartimento la abbandonò per trasferirsi altrove. Nel 1948 la struttura venne posta alle dipendenze del Ministero del Lavoro, che ne riparò i danni subiti durante la seconda guerra mondiale, aprendola al pubblico. Attualmente la Jewel Tower è gestita dall'English Heritage ed è visitata da 30 000 visitatori.

## Storia

### Dal XIV al XVI secolo

#### La creazione

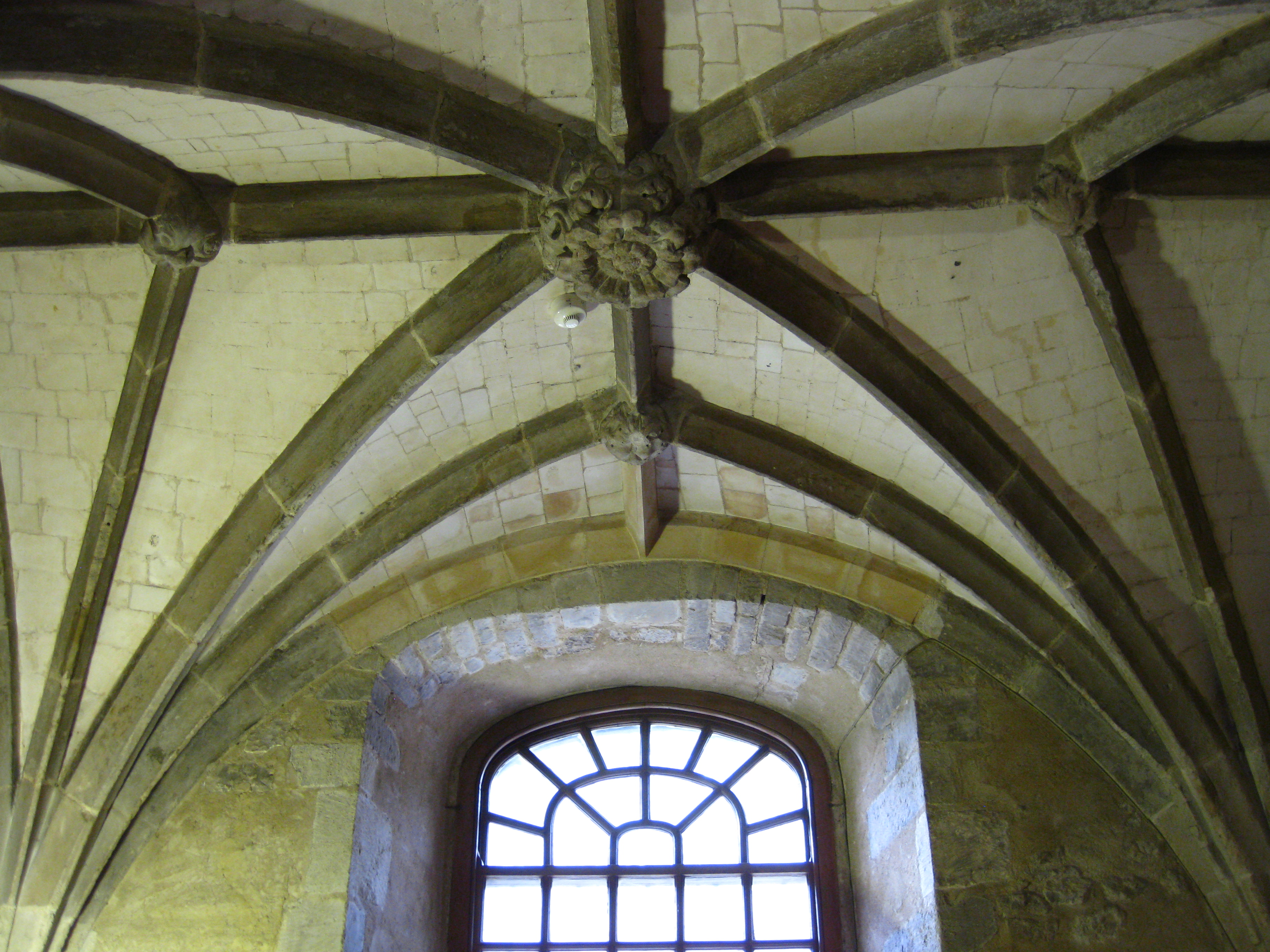
Soffitto voltato al piano terreno della torre

La Jewel Tower venne costruita nei pressi del palazzo di Westminster tra il 1365 e il 1366, su istruzioni di re Edoardo III d'Inghilterra, che desiderava avere un luogo ove stipare il proprio tesoro personale. Edoardo disponeva di tre tipologie di tesoro personale: le sue regalie cerimoniali, che solitamente erano conservate nella Torre di Londra o sotto la cura dell'abate di Westminster; i gioielli e l'argenteria appartenenti alla Corona che erano solitamente conservate nell'abbazia di Westminster; e la sua collezione personale di argenti e gioielli. I monarchi inglesi del periodo spesso utilizzavano i propri beni personali per pagare spese militari improvvise o come doni simbolici. Edoardo, nelle parole dello storico Jenny Stratford, aveva accumulato una notevole collezione personale di tesori che aveva raggiunto l'apice negli anni '60 del Trecento.
Re Edoardo aveva dato in gestione questi propri beni al dipartimento di governo che divenne noto come Privy Wardrobe. Il responsabile del Privy Wardrobe era dunque anche responsabile di tutti i gioielli del re. All'inizio del regno il Privy Wardrobe era posto nella torre di Londra e fu grazie a quello che il monarca inglese supportò le spese delle proprie campagne militari in Francia. La necessità di ospitare sempre più beni preziosi in un luogo che fosse nel contempo sicuro, spinse probabilmente Edoardo a costruire la torre a Westminster. In pratica, qui si trovavano però anche i vestiti e altri beni appartenenti al sovrano, tranne gli oggetti militari, che erano conservati ancora alla Torre di Londra.

#### La costruzione

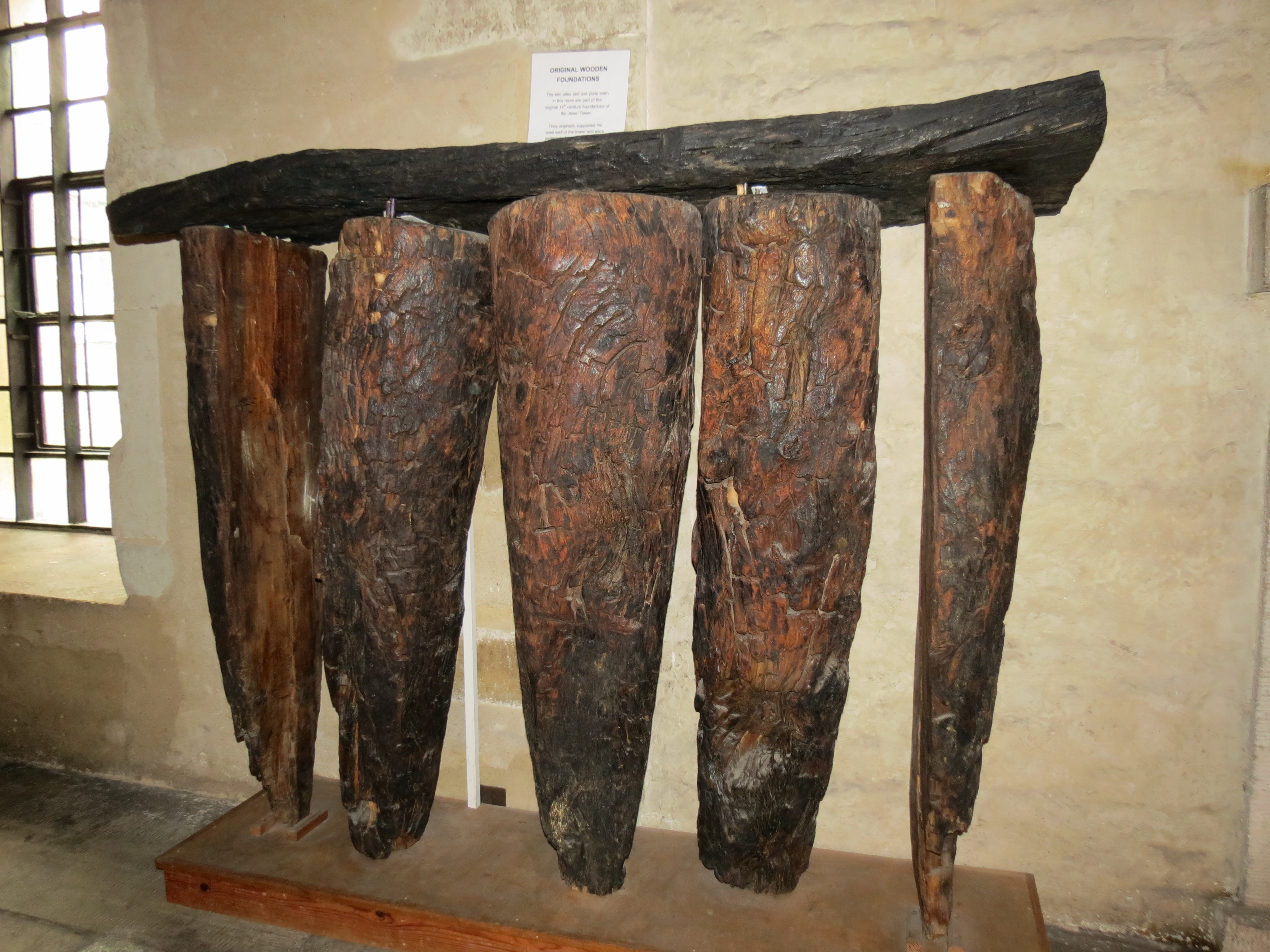
Parte delle fondamenta in legno originali della torre: piloni di olmo con la parte superiore in quercia.

William di Sleaford venne incaricato di progettare interamente la torre dal sovrano; questi, che già era responsabile dei lavori al palazzo di Westminster ed alla torre di Londra, divenne anche responsabile del Privy Wardrobe del re. La Jewel Tower venne disegnata e costruita effettivamente da Henry de Yevele, noto architetto reale, supportato da un team di muratori che si occuparono di costruire anche una vicina torre dell'orologio. Hugh Herland venne prescelto come capo carpentiere. Le spese di costruzione vennero radunate in una pergamena di 2,5 metri totali che oggi si trova conservata presso il Public Record Office.
Le pietre necessarie vennero portate a bordo di 98 barche da Maidstone, 469 carri giunsero da Reigate, altri dal Devon e altri ancora dalla Normandia. Il legname venne importato dal Surrey, il cotto dalle Fiandre e il vetro dall'estero. Vennero scritturati 19 muratori, 10 carpentieri e altri 23 lavoranti vennero impiegati per l'escavazione del fossato.
La torre venne costruita in quello che era l'angolo nordoccidentale del palazzo di Westminster, nei pressi del giardino del re, la parte più riservata della struttura. La torre in realtà però non venne edificata su un terreno di proprietà del re, bensì dell'abbazia di Westminster, istituzione che impiegò sei anni per venire adeguatamente ricompensata dal sovrano di quella che de facto era risultata un'annessione senza acquisto. William Usshborne, uno degli ufficiali di Edoardo, venne in seguito accusato di questo raggiro ma non venne punito se non dal destino: si strozzò con una lisca di pesce.
La torre era collegata alle mura esterne del palazzo e il suo fossato era legato al fiume Tamigi da un canale di 45 metri di lunghezza. La parte superiore della torre disponeva di merlatura e la struttura non aveva finestre al primo piano per evitare l'ingresso di malintenzionati. Il responsabile aveva il proprio ufficio al primo piano ed il tesoro del re era conservato al secondo piano, in casse apposite chiuse a chiave.

#### Uso tardomedievale

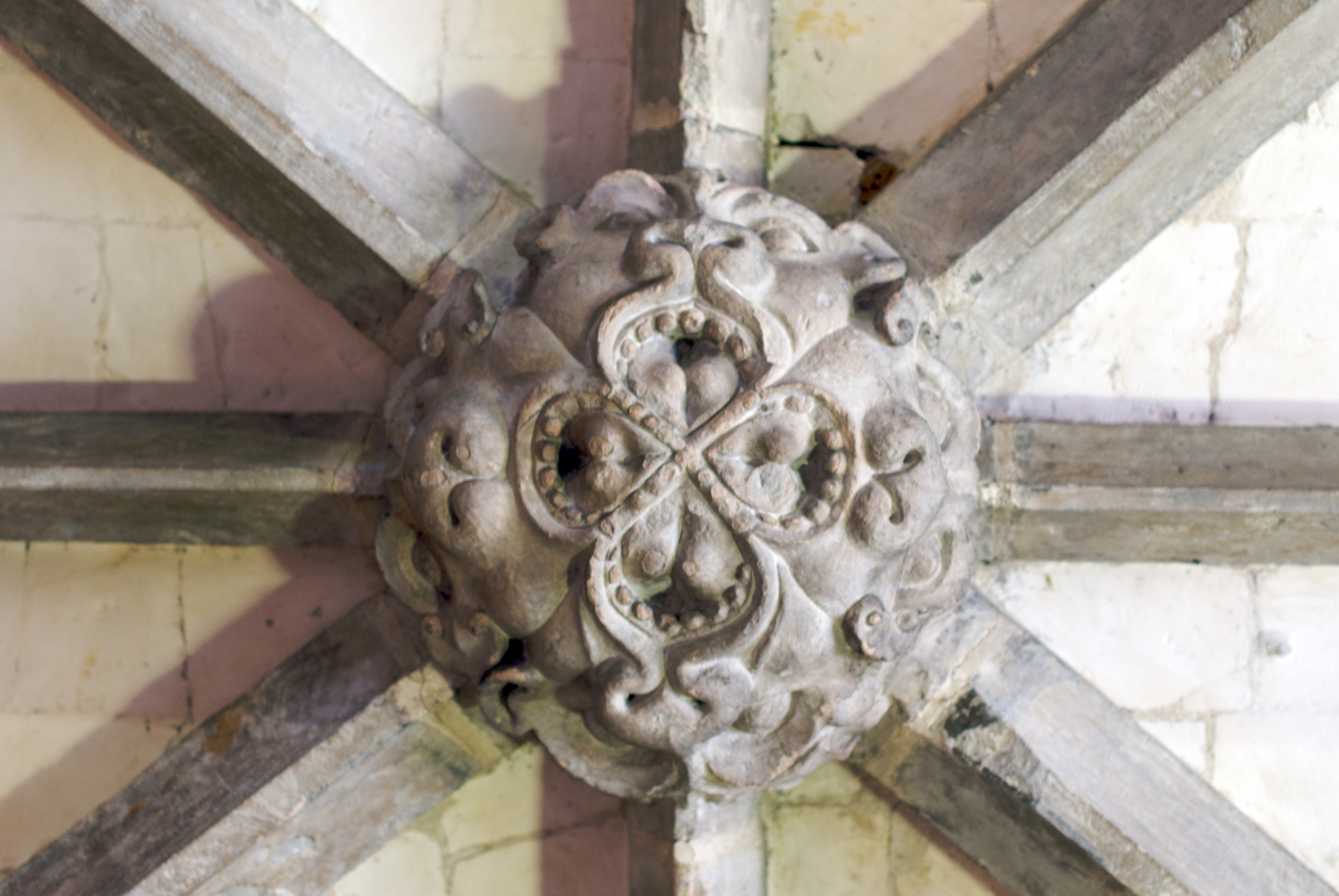
Un rosone decorato dal soffitto del piano terreno che raffigura quattro teste grottesche congiunte tra loro

La Jewel Tower continuò ad essere utilizzata dai successori di Edoardo per conservare i loro preziosi sino al 1512, quando un rovinoso incendio al palazzo di Westminster costrinse il re e la sua corte a spostarsi a Whitehall, assieme ai gioielli e ai beni conservati nella torre. Il sovrano, Enrico VIII, non fece ritorno a Westminster, ma anzi fece costruire un nuovo palazzo reale a Whitehall, pur continuando ad utilizzare la torre, all'epoca chiamata "Tholde Juelhous" ("la vecchia Casa dei Gioielli") per ospitarvi vestiti preziosi, lini, oggetti preziosi che non utilizzava e altri beni minori che vennero poi rimossi alla sua morte.
La Jewel Tower diminuì d'importanza e fu probabilmente sempre nel XVI secolo che le mura esterne e le altre costruzioni ad essa annesse vennero demolite, come pure il fossato venne riempito nel 1551. Dagli anni '90 del Cinquecento, la torre iniziò ad essere utilizzata come archivio per la Camera dei lord. Nel 1600 venne costruita un'estensione della torre in legno per un costo di 166 sterline. Il piano terreno venne utilizzato come cucina e sala da paranzo in questo periodo.

### XVII-XVIII secolo

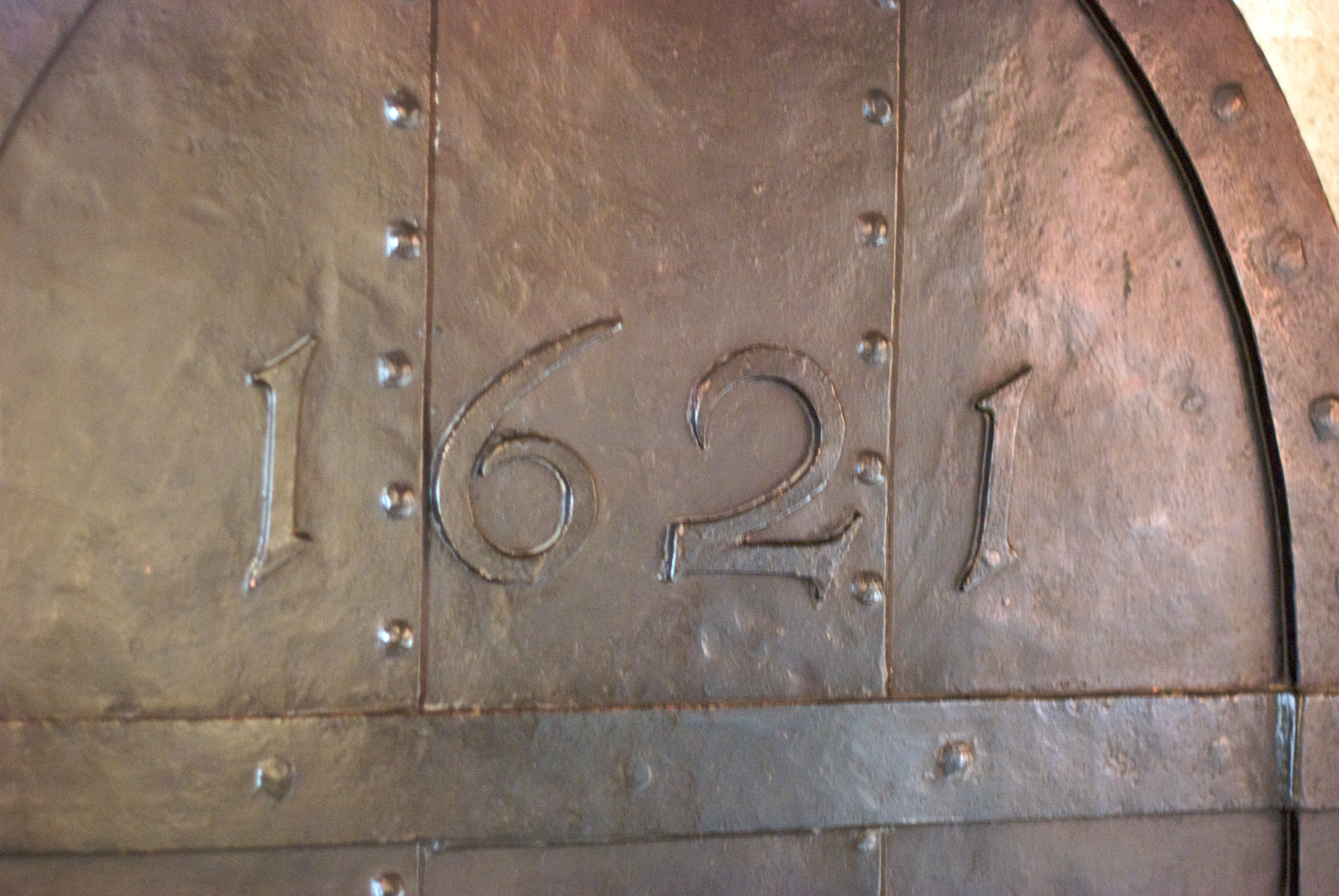
Dettaglio della porta metallica al primo piano, realizzata nel 1621

Nel 1621 una commissione voluta dalla Camera dei lord stabilì che era necessario migliorare la torre per migliorarne la sicurezza e gli spazi interni. Il primo piano, utilizzato come archivio, venne rinnovato con volte in mattoni per una miglior protezione dal fuoco che andò a sostituire le originali capriate di legno. La camera venne inoltre protetta da una nuova porta in ferro.
Il responsabile continuò a vivere nei pressi della torre, ad eccezione del periodo dell'Interregnum, dal 1649 al 1660, quando la camera dei lords venne temporaneamente abolita.
Dal 1716, la torre, secondo una relazione del Parlamento, si trovava "in pessime condizioni" e pertanto venne nuovamente restaurata per un costo di 870 sterline. I lavori iniziarono sotto la direzione di Nicholas Hawksmoor, ma diverse accuse di corruzione rallentarono i lavori. Vennero fatti dei tagli sul progetto, in particolare quelli che prevedevano di rafforzare il tetto della torre con materiali ignifughi e i lavori si conclusero nel 1719. L'esterno della torre venne portato allo stato attuale con finestre più grandi e con la creazione di un parapetto, camini per il riscaldamento interno e nuovi comfort. Nuove opere vennero compiute nel 1726 per migliorare la sicurezza della torre.

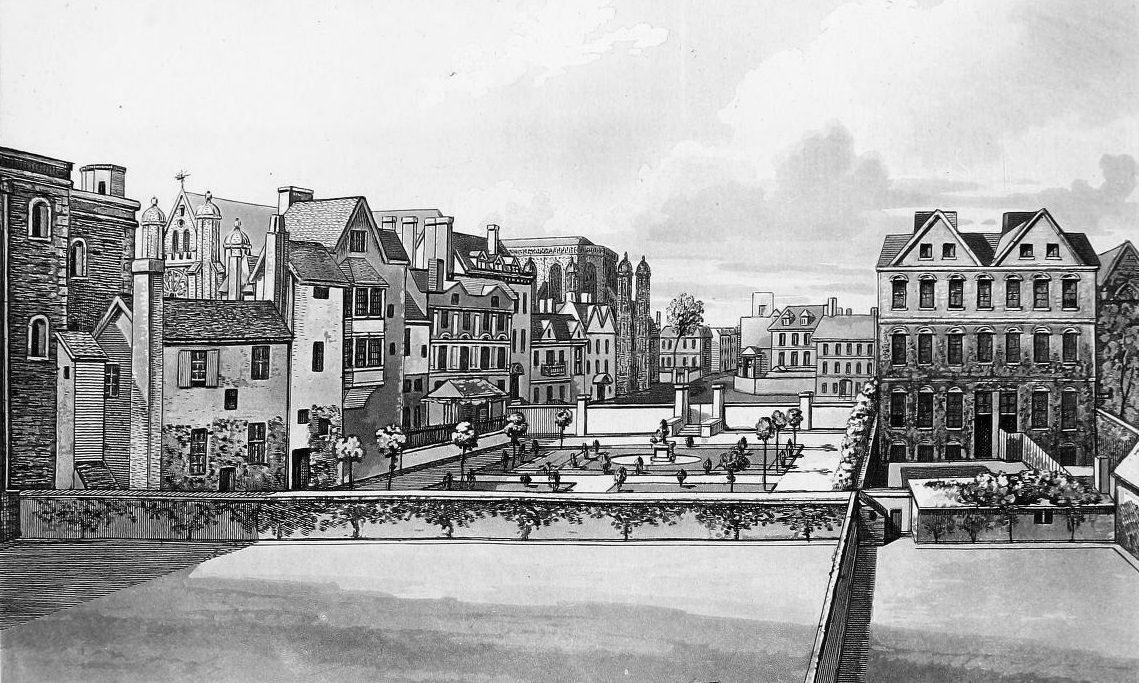
La Old Palace Yard nel 1720, a sinistra si trova la Jewel Tower, al centro, dietro, si nota l'abbazia di Westminster.

Probabilmente nel 1753, i locali della torre vennero divisi al loro interno. Venne inoltre rimossa una scala a chiocciola che conduceva dal piano terreno ai piani superiori così che il piano superiore fosse accessibile solo dalla struttura adiacente alla torre e non immediatamente dopo il suo ingresso.
Ad ogni modo l'abitazione del responsabile dell'archivio era in pessime condizioni nel 1751: mancava di una cucina adeguata, nonché di una sala da pranzo. Su Old Palace Yard vennero costruite quindi nuove strutture più adeguate su progetto dell'architetto Kenton Couse.

### XIX-XX secolo

#### 1801–1945
Dal XIX secolo, la torre venne oscurata dalle strutture circostanti che nel frattempo sorsero nell'area che, smilitarizzata, venne sempre più largamente urbanizzata. La torre iniziò nel contempo a divenire troppo piccola per tenere tutti i registri delle sedute della camera dei lords e dal 1827 vi vennero conservate solo le leggi approvate, i diari e i libri delle minute.
Quando l'edificio del parlamento inglese andò a fuoco nel 1834, distruggendo gran parte dell'antico palazzo, la Jewel Tower rimase incredibilmente illesa, dal momento che era separata dall'edificio, consentendo così di salvare i documenti del parlamento. Westminster venne ricostruito e nel 1864 anche la torre subì dei cambiamenti sostanziali: i registri del parlamento vennero spostati nella nuova Victoria Tower, costruita secondo moderni criteri di sicurezza per l'epoca e con materiali prettamente ignifughi, mentre le strutture anticamente annesse su Old Palace Yard cessarono di essere l'abitazione del responsabile dell'archivio. Nel contempo, la torre riprese l'antico nome di Jewel Tower.
Nel 1866, il parlamento inglese approvò lo Standards of Weights, Measures, and Coinage Act, creando così un dipartimento apposito per la definizione standard delle misure di peso e di lunghezza. Qui vennero conservati i "modelli" basilari.

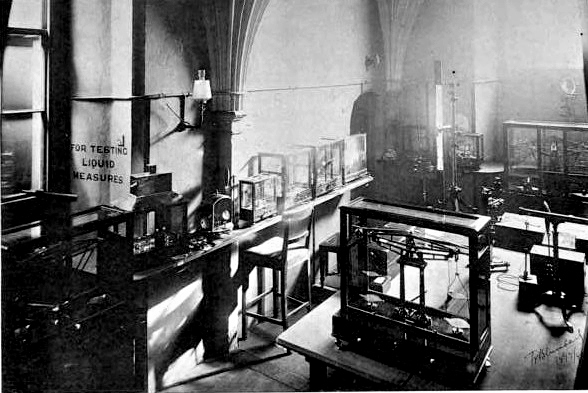
La stanza dei pesi e delle misure al piano terreno della torre, in una fotografia del 1897

La Jewel Tower e le case ad essa annesse, dunque, conobbero l'installazione dell'equipaggiamento necessario alla nuova destinazione d'uso a partire dal 1869. Il tetto venne nuovamente riparato per l'occasione. Il piano terreno venne dedicato alle misure di peso, mentre il primo piano venne destinato alle misure di lunghezza; il secondo piano venne impiegato come museo per mostrare gli equipaggiamenti storici non più in uso.
Nei decenni successivi, ad ogni modo, si posero dei problemi sulla struttura dal momento che, in particolare il tetto continuò ad essere una delle questioni principali. Il crescente traffico veicolare nelle strade lungo la torre inoltre, produsse un considerevole effetto di vibrazioni che andavano ad influire negativamente sul funzionamento dei delicati strumenti di misurazione, e peggiorò ulteriormente dopo l'apertura del Lambeth Bridge nel 1932. Gran parte del dipartimento venne trasferito quindi a Bushy House a Teddington già dagli anni' 20 del Novecento e nel 1938 la torre venne completamente abbandonata.
Durante la seconda guerra mondiale, la torre venne colpita da una bomba incendiaria nel 1941. L'incendio che ne derivò portò danni significativi al tetto, distruggendo gran parte dei legni originari.

#### Dopo la guerra e nel XXI secolo

##### I restauri

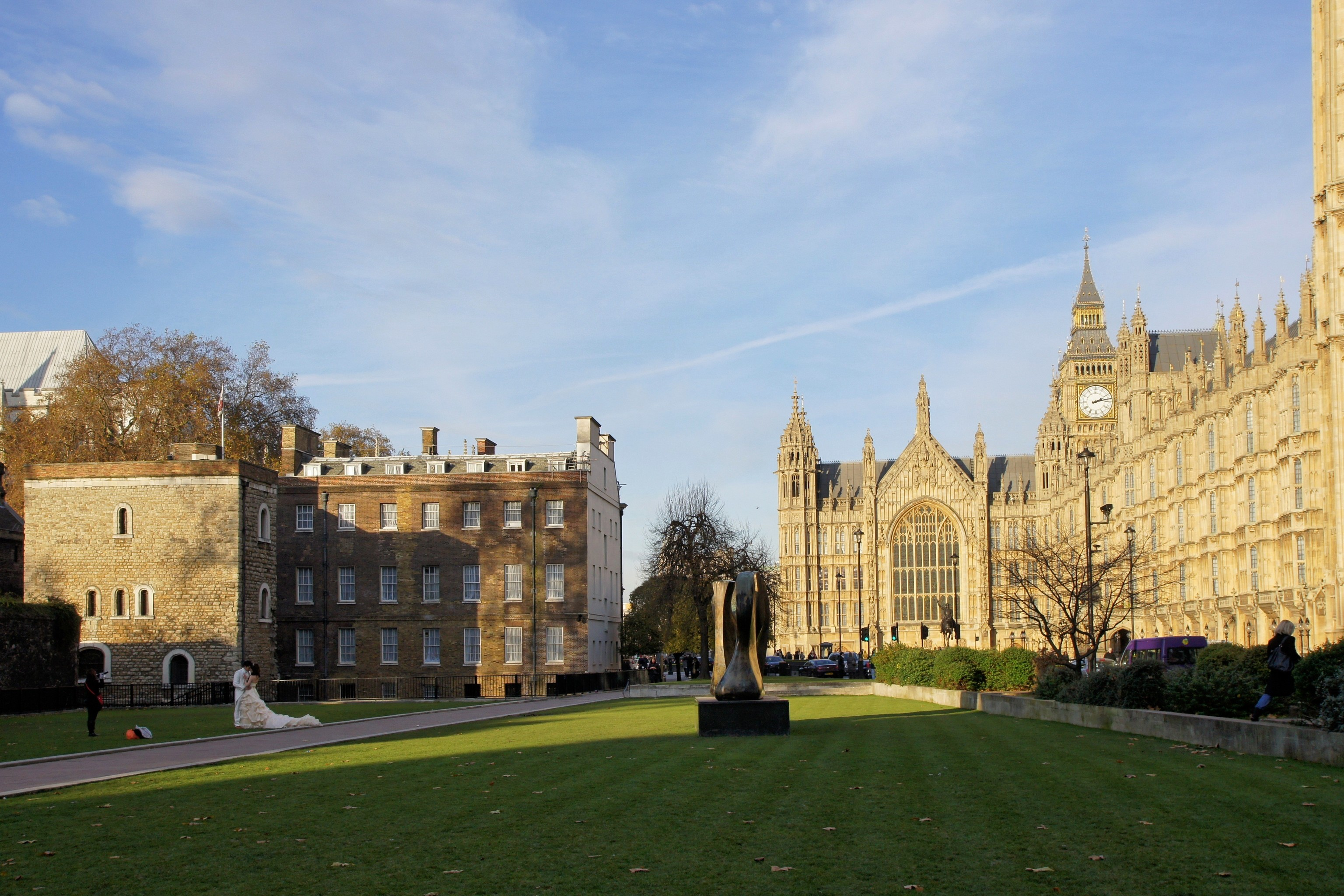
Da sinistra a destra: la torre, le strutture su Old Palace Yard, il College Green e la Houses of Parliament

La torre venne quindi affidata al Ministero del Lavoro nel 1948. Il ministero avviò una campagna di lavori e riparazioni, mantenendo le parti medievali ed integrandole con nuovi materiali moderni di sicurezza. Vennero rimosse le fondazioni originarie realizzate con legno di olmo e quercia e sostituite da moderne fondamenta in cemento, come pure nel 1949 venne rifatto integralmente il tetto, rimuovendo l'entrata al primo piano e riposizionando una scala a chiocciola come in antichità, nel 1953. La Jewel Tower venne riaperta al pubblico nel 1956, con una media di 500-800 visitatori alla settimana.
Tra il 1954 ed il 1962, vennero demolite gran parte delle strutture accessorie costruite attorno alla torre originaria nel corso dei secoli, portando così alla creazione di un giardino denominato College Green, con un parcheggio sotterraneo. Venne riaperto il fossato medievale nel 1956, e riempito d'acqua tra il 1963 e gli anni '90.
Venne portata avanti anche una grande campagna di scavi e studi archeologici. Negli anni '60 venne riportato alla luce un piccolo porticciolo per il carico e lo scarico delle merci nei pressi della torre. Con una nuova campagna tra il 1994 ed il 1995 venne riportato alla luce l'antico giardino della torre e le fondamenta delle strutture realizzate nel XVI secolo. Una nuova campagna di studi condotta tra il 2009 ed il 2011 riportò alla luce il fatto che una delle porte lignee al secondo piano risalirebbe addirittura al 1365.

##### Attività turistica

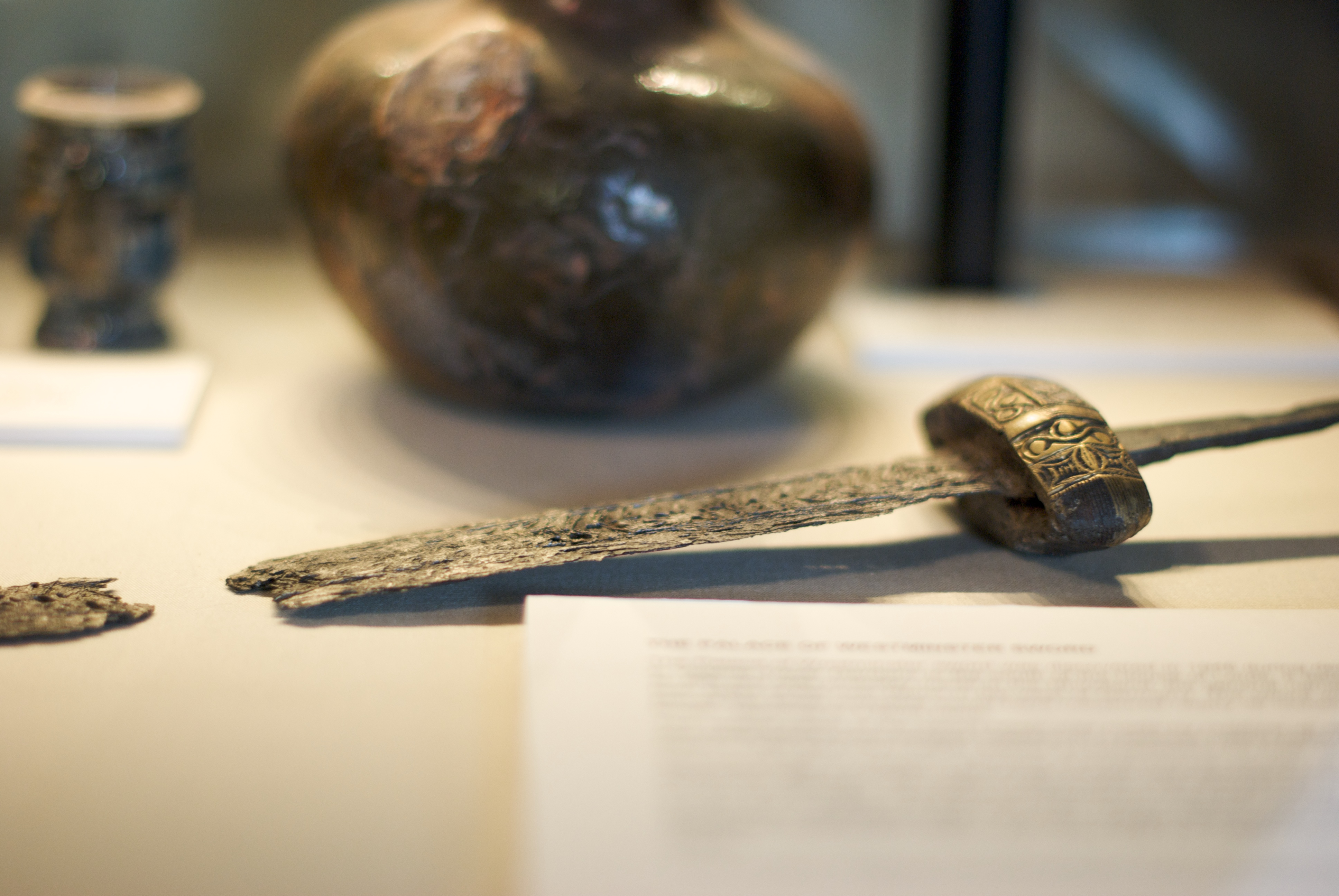
Reperti archeologici associati alla torre in mostra

Nel XXI secolo, la Jewel Tower è divenuta essenzialmente un'attrazione turistica tutelata dal governo inglese. Nel 1987 la Jewel Tower e il sito del palazzo di Westminster sono stati decretati patrimonio dell'umanità per le prestigiose vestigia medievali presenti nell'area.
Tra il 2007 ed il 2012, 30.000 visitatori all'anno hanno visitato la struttura, con una prevalenza di turisti stranieri.
Gli archeologi hanno riscoperto circa 400 oggetti associati alla torre durante gli scavi e gli studi sul sito, tra cui diverse maioliche di Delft, una spada risalente all'età del ferro e capitelli istoriati di stile romanico risalenti probabilmente al palazzo di Westminster dell'XI secolo.

## Architettura

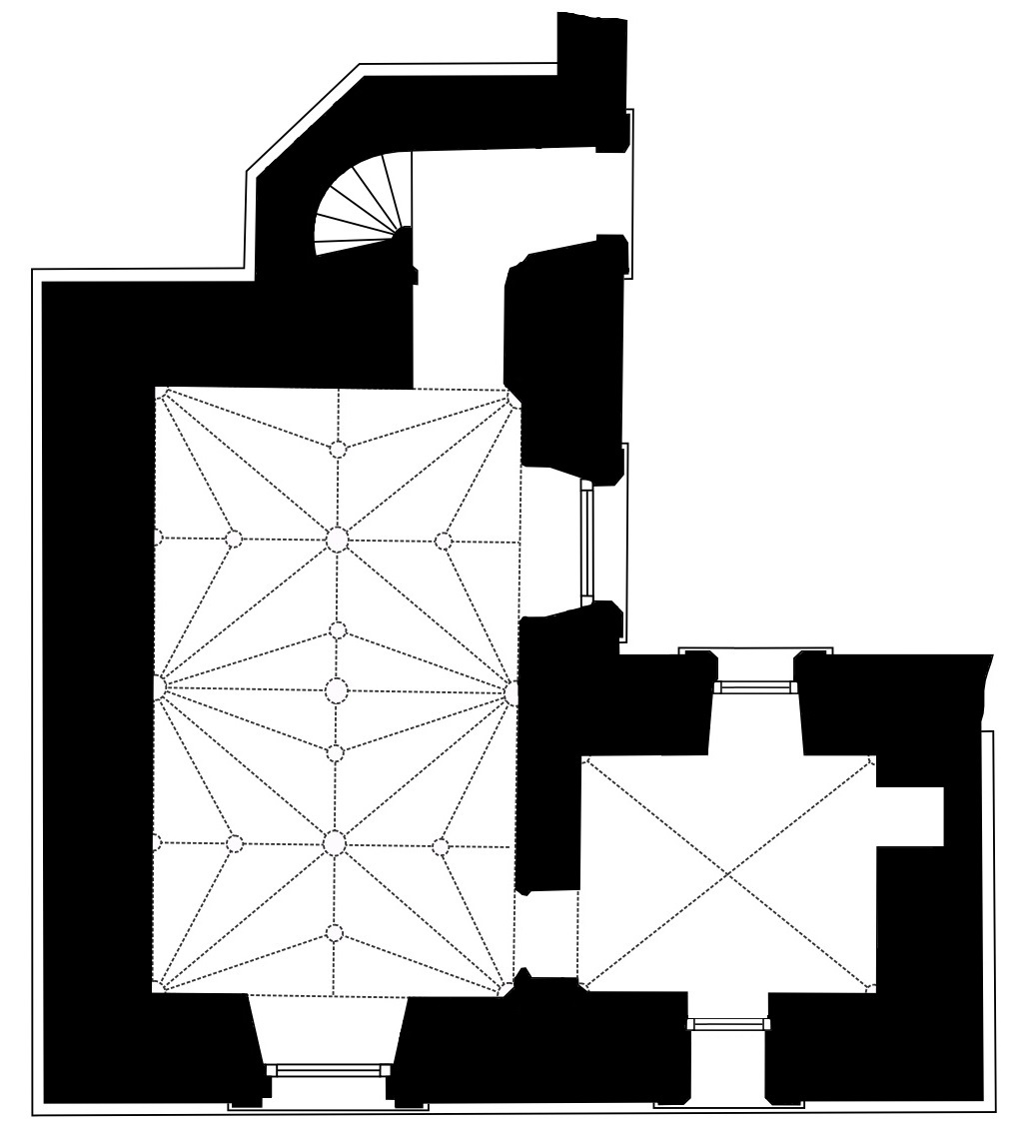
Pianta del piano terreno della torre con le linee delle volte.

La Jewel Tower è articolata su tre piani, costruiti con pietra del Kent, in gran parte immutata dal XIV secolo. I muri, esternamente rifiniti come doveva apparire l'antico palazzo di Westminster, in realtà appaiono più rozzamente lavorati all'interno. Le finestre sono state in gran parte rifatte nel XVIII secolo utilizzando della pietra di Portland. Ciò che rimane delle mura di collegamento con l'antico palazzo sono ancora oggi visibili all'esterno. Il fossato, oggi asciutto, 
era collegato direttamente col Tamigi.
Il piano terra della torre ha un'entrata da nord ed è costituito da due camere, una stanza più grande i 7,5 x 4 metri e una torretta più piccola nell'angolo sud-est di 4x3 metri. Le finestre delle stanze principali sono state disegnate nel XVIII secolo, combinate con alcune finestre o resti di epoca medievale ancora visibili sul lato orientale della struttura. La camera principale presenta elaborati soffitti voltati. Le chiavi di volta, in pietra di Reigate, includono teste grottesche, uccelli, fiori e immagini del demonio per spaventare i malintenzionati. Il piano terra è oggi utilizzato come gift shop e caffè.
Il primo piano è raggiungibile tramite una scala creata nel XX secolo e segue il disegno del piano terreno nella struttura. Il soffitto è voltato con pietra di Portland risalente al XVIII secolo e le finestre sono state costruite o ricostruite tra il XVIII ed il XX secolo. La porta in ferro presente nella stanza, come ricordato da un'iscrizione su di essa, è stata installata nel 1621 e a conferma di ciò il chiavistello riporta le iniziali "I.R." per "IACOBUS REX", riferendosi quindi a Giacomo I d'Inghilterra. La stanza vicina ha una volta a botte realizzata in mattoni con una nicchia dove originariamente si trovava una latrina. Il primo piano accoglie oggi un'esposizione sulla storia del parlamento del Regno Unito.
La scala a chiocciola che conduce al secondo piano, invece, è originale. Anche il secondo piano ha il medesimo schema degli altri, anche se il tetto è stato completamente rifatto dopo la seconda guerra mondiale e conserva oggi solo alcune tracce dei legnami originari, pur conservandone la struttura. Il camino e le finestre sono originali, come pure la porta che risalirebbe con tutta probabilità al XIV secolo. Le mura di delimitazione delle stanze vennero realizzate nel XVIII secolo. In questi ambienti si trova una mostra sulla storia della torre ed alcuni reperti originali della struttura.